# Uranothauma vansomereni
Uranothauma vansomereni är en fjärilsart som beskrevs av Henry Stempffer 1951. Uranothauma vansomereni ingår i släktet Uranothauma och familjen juvelvingar. Inga underarter finns listade i Catalogue of Life.